# Jean VI de Bueil
Pour les autres membres de la famille, voir Famille de Bueil.
Pour les articles homonymes, voir Jean de Bueil et Bueil.
Jean VI (ou VII) de Bueil, grand échanson de France, comte de Sancerre (Jean V, 1515-1537), vicomte de Carentan, de Château-la-Vallière, de Courcillon,  de Vaujours et de Vailly (ses ancêtres avaient aussi été seigneurs de Montrésor, de Saint-Calais et d'Ussé, mais son arrière-grand-père Antoine de Bueil avait dû s'en séparer à la fin du XVe siècle), fils de Charles de Bueil et d'Anne de Polignac. 
Il comparut à la rédaction à la rédaction de la coutume de Lorris, en 1531, par Claude Arroust, chevalier, seigneur de la Cocardière, gouverneur et capitaine du comté de Sancerre et de la seigneurie de Vailly, et par Jean Arnault, son procureur général. Les habitants de Sancerre y comparurent aussi par Romble Clément, l'un des échevins. Ils protestèrent tous au nom du comté et de la ville, que, quoiqu'ils fussent régis par la coutume de Lorris, leur comparution à la rédaction de ladite coutume ne pourrait préjudicier en rien aux droits des seigneurs de Sancerre, qui tiennent leur comté en plein fief du roi, ni au ressort et à la juridiction de Sancerre; ce qui leur fut accordé.
Jean est tué au siège de Hesdin en 1537 alors qu'il est toujours sans alliance ni descendance. Son oncle Louis IV de Bueil, troisième fils de Jacques de Bueil, hérite alors de ses propriétés et de ses biens.
Ses armes sont : écartelé, aux 1 et 4 d'azur au croissant d'argent accompagné de six croisettes recroisetées au pied fiché d'or, qui est Bueil, aux 2 et 3 de gueules à la croix ancrée d'or, qui est Avoir.
Portrait de Jean VI de Bueil